# Slípka réunionská
Slípka réunionská (Porphyrio caerulescens) je vyhynulý druh chřástalovitého ptáka, který byl endemický na Maskarénách na ostrově Réunion. 
První návštěvníci ostrova se se slípkou setkali již v 17. a 18. století, vědecky popsána byla až v roce 1848 na základě zprávy Sieura Duboise z roku 1674. 
Značné množství zdrojů následně spekulovalo o příbuznosti tohoto druhu s chřástalovitými ptáky, současný systém ji řadí do rodu Porphyrio.

## Popis
Tato slípka byla popsána jako pták se zcela modrým peřím, s červeným zobákem a červenýma nohama.
Podle dochovaných zpráv měla velikost ibise réunionského, tj. 65–70 cm, což je podobná velikost jako u slípky novozélandské.

## Potrava
Pravděpodobně se živila rostlinnou potravou a bezobratlými živočichy, podobně jako ostatní chřástalovití ptáci.

## Výskyt
Pravděpodobně hnízdila mezi trávami a vodními kapradinami.
Byla objevená pouze na náhorní plošině Plaine des Cafres, kam se možná stáhla během pozdní části své existence, protože jiné slípky obývají spíše nížinné bažiny.

## Vyhynutí
Hlavní příčinou vyhubení byl pravděpodobně nadměrný lov a zavlečení koček.
Ačkoli se dala snadno lovit, šlo o rychlého, létajícího ptáka, byť létal spíše neochotně.
Poslední důvěryhodná zpráva o existenci slípky pochází z roku 1730, ale mohla přežívat ještě v roce 1763.